# Павлинович, Миховил
Миховил Павлинович (28 января 1831, Подгора — 18 мая 1887, там же) — австро-венгерский хорватский далматинский политик периода австрийской Хорватии, член рейхсрата, священник, писатель, идеолог хорватского национализма.

## Биография
Окончил Духовную школу в Задаре, затем служил священником. Павлинович был одним из основателей и руководителей Народной партии (Narodna stranka) и видным деятелем движения хорватского возрождения в Далмации (Hrvatski narodni preporod), на протяжении всей своей жизни выступая за объединение Далмации с остальной частью хорватских земель. Он был одним из первых хорватских политиков, считавших, что за распространением сербами идей о «наднациональных» названиях земель южных славян (Югославия, славянство, иллиризм) и другие, стоит желание сделать сербскими те территории, которые таковыми никогда не были. Программа деятельности Народной партии в Далмации, опубликованная в 1869 году под названием Hrvatska misao, предполагалась к реализации во всей Хорватии, а не только в Далмации; тремя её главными принципами были независимость Ховартии, объединение и целостность всех хорватских земель и принятие хорватской конституции. В то время как политики Народной партии из других хорватских областей Австро-Венгрии, Хорватии-Славонии и Военной Краины, по-прежнему поддерживали такие «общие» названия и призывали не вступать с сербами из-за этого в конфликт, Павлинович считал, что сербы хотят отнять у хорватов родину, и именно поэтому его партийная программа имела множество именно хорватских национальных атрибутов, а слова «словинцы» или «иллирийцы» в ней не упоминались.
Он был депутатом далматинского и хорватского парламента и в далматинском парламенте был первым, кто выступил на хорватском языке. Он выступил на хорватском ещё на первом заседании с его участием и тогда же сказал, что в парламенте не может быть запрета на выступления на хорватском, что было встречено большим одобрением, хотя имели и противники такого решения — так называемые автономисты, имевшие протекцию со стороны австрийских властей. Позже, будучи членом рейхсрата (Государственного совета) в конце 1870-х годов, он выступал там на хорватском, что взывало возмущение со стороны австрийцев, и вскоре на это осмелились и все другие представители от хорватских земель.
Он был основателем и редактором печатного органа Народной партии королевства Хорватия — Narodni list.
Павлинович предпринял множество поездок по Далмации, имевших целью пробуждение национального сознания и оказавших значительное воздействие на культурное и информационное просвещение далматинцев, живших в захолустной сельской местности. Благодаря своим энергии и влиянию на людей он, как считается, был одной из ведущих фигур в хорватской политике в Далмации во второй половине XIX века.